# Seznam rentgenových pulzarů
Toto je seznam známých rentgenových akrečně poháněných pulsarů podle stavu z roku 1997.

## Binární systémy s nízkou hmotností
| Binární systémy s nízkou hmotností | Doba rotace (sekundy) | Oběžná doba (dny) | Průvodce (MK Typ)                    |
| ---------------------------------- | --------------------- | ----------------- | ------------------------------------ |
| GRO J1744-28                       | 0.467                 | 11.8              | neznámý                              |
| 4U 1626-67                         | 7.66                  | 0.0289            | KZ TrA (trpaslík s nízkou hmotností) |
| 4U 1728-247 (GX 1+4)               | 120                   | neznámá           | V2116 Oph (M6 III)                   |

## Binární systémy se střední hmotností
| Binární systémy se střední hmotností | Doba rotace (sekundy) | Oběžná doba (dny) | Průvodce (MK Typ) |
| ------------------------------------ | --------------------- | ----------------- | ----------------- |
| Hercules X-1 (Her X-1)               | 1.24                  | 1.7               | HZ Her (A9-B)     |

## Binární systémy s vysokou hmotností
| Binární systémy s vysokou hmotností | Doba rotace (sekundy) | Oběžná doba (dny) | Průvodce (MK Typ)  |
| ----------------------------------- | --------------------- | ----------------- | ------------------ |
| SMC X-1                             | 0.717                 | 3.89              | Sk 160 (B0 I)      |
| Centaurus X-3 (Cen X-3)             | 4.82                  | 2.09              | V779 Cen (O6-8f)   |
| RX J0648.1-4419                     | 13.2                  | 1.54              | HD 49798 (O6p)     |
| LMC X-4                             | 13.5                  | 1.41              | Sk-Ph (O7 III-V)   |
| OAO 1657-415                        | 37.7                  | 10.4              | (B0-6 Iab)         |
| Vela X-1                            | 283                   | 8.96              | HD 77581 (B0.5 Ib) |
| 1E 1145.1-6141                      | 297                   | neznámá           | V830 Cen (B2 Iae)  |
| 4U 1907+09                          | 438                   | 8.38              | (B I)              |
| 4U 1538-52                          | 530                   | 3.73              | QV Nor (B0 Iab)    |
| GX 301-2                            | 681                   | 41.5              | Way 977BI.5 Ia)    |

## Binární systémy s hvězdami typu Be
| Binární systémy s hvězdami typu Be | Doba rotace (sekundy) | Oběžná doba (dny) | Průvodce (MK Typ)      |
| ---------------------------------- | --------------------- | ----------------- | ---------------------- |
| A0538-67                           | 0.069                 | 16.7              | (B2 III-IVe)           |
| 4U 0115+63                         | 3.61                  | 24.3              | V635 Cas (Be)          |
| V0332+53                           | 4.37                  | 34.2              | BQ Cam (Be)            |
| 2S 1417-624                        | 17.6                  | 42.1              | (OBe)                  |
| EXO 2030+375                       | 41.7                  | 46.0              | (Be)                   |
| GRO J1008-57                       | 93.5                  | ~248              | (Be)                   |
| A0535+26                           | 105                   | 110               | HDE 245770 (09.7 IIe)  |
| GX 304-1                           | 272                   | 133(?)            | V850 Cen (B2 Vne)      |
| 4U 1145-619                        | 292                   | 187               | Hen 715 (BI Vne)       |
| A1118-616                          | 405                   | neznámá           | He 3-640 (O9.5 III-Ve) |
| 4U 0352+309                        | 835                   | neznámá           | X Per (O9 III-Ve)      |
| RX J0146.9+6121                    | 1413                  | neznámá           | LS I+61 235 (B5 IIIe)  |